# John Nevill Eliot
John Nevill Eliot, född den 29 augusti 1912 i Woolwich, död den 11 april 2003 i Taunton, var en brittisk entomolog som var en auktoritet på orientaliska juvelvingar och tjockhuvuden. Bland hans många verk finns Blue Butterflies of the Lycaenopsis Group från 1983 tillsammans med Akito Kawazoe.
Auktorsnamnet Eliot, J. N. kan användas för John Nevill Eliot i samband med ett vetenskapligt namn inom zoologin; se Wikipedia-artiklar som länkar till auktorsnamnet.